# Rastko Cvetković
Rastko Cvetković (in serbo Растко Цветковић?; Belgrado, 22 giugno 1970) è un ex cestista jugoslavo, professionista nella NBA e in Europa.

## Palmarès
- YUBA liga: 1

Stella Rossa Belgrado: 1992-93
- Campionato finlandese: 1

Espoon Honka: 2000-01
- Coppa di Finlandia: 1

Espoon Honka: 2001